# Ford Junior
Ford Junior var det navn de små europæiske Ford vogne, Ford Model Y og senere Ford Model C, blev markedsført under i Skandinavien. Model Y hed Ford Junior Popular og da Model C kom til i 1935 hed de Ford Junior de Luxe.
Ford Junior Popular (Model Y) kom på markedet i 1932 i Danmark. Modellen havde verdenspremiere 19. februar 1932 efter blot 9 måneders udviklingsarbejde og blev introduceret nogle måneder senere i Danmark (måske ved en biludstilling i Forum?).
Bilerne blev som hovedregel importeret "knocked down" fra Fords fabrik i Dagenham syd for London og færdigsamlet på Fords nye fabrik (1924) i Sydhavnen. Der blev brugt danske materialer hvor man kunne – for eksempel var klædet til indtrækket danskfremstillet, ligesom det var Dyrup der leverede cellulosemalingen som bilerne blev malet i.
Ford Junior Popular havde en 4 cylindret motor på 933 cm³ der ydede 21 Hk. Den havde 3 fremadgående gear hvoraf 2det og 3die var med synkomesh. Efter sin samtid blev Popular regnet for en meget økonomisk bil med 14 km/l.
I 1935 kom Ford Junior de Luxe (Model C) til. Det var en lidt større bil og motoren var en 1172 cm³ motor der ydede 34Hk. Samme gearkasse som Popular.
I februar 1937 samledes et antal Ford Junior de Luxe Cabrio-Limousine på fabrikken i København. Det var i virkeligheden et "restparti" Ford Eifel, som ikke var nået at blive samlet, da Ford i Køln gik over til den nye Ford Eifel i efteråret 1936. Det blev begyndelsen til import af knocked down biler fra Tyskland, idet Ford ønskede at behage de tyske (nazistiske) myndigheder ved at etablere eller øge exporten fra den tyske fabrik.
Omkring 1938 begyndte man at markedsføre modellerne fra Tyskland under samme navn som i hjemlandet, Ford Eifel. De tyske modeller afveg i fronten fra de engelske, så det virkede ikke logisk at Ford havde to forskellige biler med samme modelnavn (Ford Junior).